# Der Freischütz
Der Freischütz (Nederlands: De vrijschutter) (opus 77) is een romantische opera met gesproken dialogen in drie bedrijven gecomponeerd door de Duitse componist Carl Maria von Weber. Het libretto is geschreven door de Duitse tekstschrijver Johann Friedrich Kind.
Der Freischütz werd voor het eerst opgevoerd in juni 1821 in de Koninklijke Schouwburg van Berlijn. Het verhaal speelt zich af in het Bohemen van de 17de eeuw.

## Rollen
- Ottokar (bariton)
- Agathe (sopraan)
- Kuno (bas)
- Max (heldentenor)
- Kaspar (bas)
- Ännchen (soubrette (sopraan))
- Kilian (bariton)
- Samiel (gesproken rol)
- Vier bruidsmeiden (sopranen)
- Kluizenaar (bas)
- Jagers, boeren, geesten, bruidsmeiden en gasten

## Verhaal
Om Agathe te huwen moet Max een schutterswedstrijd winnen. Zijn vriend Kaspar raadt hem aan op zeker te spelen en neemt hem mee naar de zwarte jager Samiel, zodat hij kogels krijgt die altijd raak schieten. Max wint de wedstrijd maar het verraad komt uit. Een jaar huwelijk op proef wordt hem toegestaan; hij zal zijn eerlijkheid moeten bewijzen vooraleer hij definitief Agathe tot zijn vrouw mag nemen.